# French Open 2012 (turniej legend powyżej 45 lat)
French Open 2012 - turniej legend powyżej 45 lat – zawody deblowe legend mężczyzn powyżej 45 lat, rozgrywane w ramach drugiego w sezonie wielkoszlemowego turnieju tenisowego, French Open. Zmagania miały miejsce pomiędzy 5 a 10 czerwca na paryskich kortach im. Rolanda Garrosa.

## Drabinka

#### Klucz
- w/o – walkower
- k – krecz
- d – dyskwalifikacja
- Q – kwalifikant
- WC – dzika karta
- LL – szczęśliwy przegrany
- Alt – zawodnik zastępczy
- PR – ochrona rankingu
- SE – specjalna przepustka
- ITF – ranking ITF
- JE – ranking juniorski

### Faza finałowa
|  |       |                              |    |   |  |
|  | Finał |                              |    |   |  |
|  |       |                              |    |   |  |
|  |       |                              |    |   |  |
|  |       |                              |    |   |  |
|  |       | Guy Forget Henri Leconte     | 65 | 3 |  |
|  |       | Guy Forget Henri Leconte     | 65 | 3 |  |
|  |       | John McEnroe Patrick McEnroe | 7  | 6 |  |
|  |       | John McEnroe Patrick McEnroe | 7  | 6 |  |
|  |       |                              |    |   |  |

### Faza początkowa

#### Grupa A
|  |                               | Guy Forget Henri Leconte | Peter McNamara Mark Woodforde | Mansur Bahrami Thomas Muster | Mecze W–L | Sety W–L | Gemy W–L | Miejsce |
|  | Guy Forget Henri Leconte      |                          | 7:5, 6:4                      | 6:3, 6:4                     | 2–0       | 4–0      | 25–16    | 1.      |
|  | Peter McNamara Mark Woodforde | 5:7, 4:6                 |                               | 5:7, 6:2, 10-5               | 1–1       | 2–3      | 21–22    | 2.      |
|  | Mansur Bahrami Thomas Muster  | 3:6, 4:6                 | 7:5, 2:6, 5-10                |                              | 0–2       | 1–4      | 16–24    | 3.      |

#### Grupa B
|  |                               | Andrés Gómez Emilio Sánchez | Mikael Pernfors Mats Wilander | John McEnroe Patrick McEnroe | Mecze W–L | Sety W–L | Gemy W–L | Miejsce |
|  | Andrés Gómez Emilio Sánchez   |                             | 1:6, 2:6                      | 2:6, 2:6                     | 0–2       | 0–4      | 7–24     | 3.      |
|  | Mikael Pernfors Mats Wilander | 6:1, 6:2                    |                               | 7:6(5), 2:6, 5-10            | 1–1       | 3–2      | 21–16    | 2.      |
|  | John McEnroe Patrick McEnroe  | 6:2, 6:2                    | 6:7(5), 6:2, 10-5             |                              | 2–0       | 4–1      | 25–13    | 1.      |